# Urophyllum vulcanicum
Urophyllum vulcanicum är en måreväxtart som beskrevs av Henry Nicholas Ridley. Urophyllum vulcanicum ingår i släktet Urophyllum och familjen måreväxter.
Artens utbredningsområde är Sumatera. Inga underarter finns listade i Catalogue of Life.